# Ribeira do Cavalete
A Ribeira do Cavalete é um curso de água português localizado na freguesia da Santo Antão, concelho da Calheta, ilha de São Jorge, arquipélago dos Açores.
Este curso de água tem origem a uma cota de cerca de 900 metros de altitude nos contrafortes montanhosos do Complexo Vulcânico do Topo, designadamente no Pico dos Frades e o Pico Fabrica da Serra. Procede à drenagem de uma bacia hidrográfica que engloba os contrafortes destas elevações e se estende até às escarpas do Loural.
Desagua no Oceano Atlântico precipitando-se por entre uma falésia que ronda os 400 metros de altura na Fajã dos Bodes entre a Fajã das Barreiras, a Fajã dos Vimes e a Fajã do Cavalete.